# Monika Scheler
Monika Scheler ist eine ehemalige deutsche Fußballspielerin.

## Karriere
Scheler gehörte 1973 den Offenbacher Kickers an, deren Spielerinnen 1972 geschlossen von der SG Rosenhöhe, der Sportgemeinschaft aus dem gleichnamigen Offenbacher Stadtteil gewechselt waren.
Später, als sie der NSG Oberst Schiel angehörte, erreichte sie das am 18. und 25. Juni 1977 in Hin- und Rückspiel ausgetragene Finale um die Deutsche Meisterschaft, nachdem die Spiele im erstmals ausgetragenen Achtel-, Viertel- und Halbfinale erfolgreich gestaltet werden konnten. Trotzte man im Kreisstadtstadion von Bergisch Gladbach der dort beheimateten SSG 09 im Hinspiel noch ein torloses Unentschieden ab, so unterlag sie dieser am 25. Juni auf den Sandhöfer Wiesen, der Spielstätte des FC Germania 1894 in Frankfurt am Main, durch das Tor von Ingrid Gebauer in der 31. Minute mit 0:1.
Ein weiteres Mal erreichte sie mit ihrer Mannschaft ein Finale – 1983 – diesmal mit dem FSV Frankfurt und um den Vereinspokal. Die Begegnung mit dem KBC Duisburg wurde am 8. Mai im Stadion am Bornheimer Hang in Frankfurt am Main jedoch mit 0:3 verloren; in diesem Spiel wurde sie in 50. Minute für Regina Senkler eingewechselt.

## Erfolge
FSV Frankfurt
- DFB-Pokal-Finalist 1983

NSG Oberst Schiel
- Finalist Deutsche Meisterschaft 1977
- Hessenmeister 1977, 1979